# Subrata Pal
Subrata Pal (Sodepur, 24 novembre 1986) è un ex calciatore indiano, di ruolo portiere. Direttore della nazionale indiana.

## Carriera

### Mohun Bagan
Pal inizia la sua carriera nel Mohun Bagan. Durante la finale di Federation Cup contro il Dempo il 5 dicembre 2004, è stato coinvolto nell'incidente in cui l'attaccante del Dempo Cristiano Júnior ha perso la vita dopo la collisione tra i due. Di conseguenza Pal venne sospeso per due mesi.

### East Bengal
Dopo aver giocato per il Mohun Bagan AC, firma per i rivali del Kingfisher East Bengal FC nel 2007 e fu uno dei migliori giocatori della stagione 2007-2009. Fu nominato miglior portiere dell' I-League nel 2007 portando la sua squadra a giocare l'AFC Cup 2008.

### Prayag United
Pal ha firmato per il Prayag United SC il 9 maggio 2012.  Ha fatto il suo debutto per il club il 7 ottobre 2012 contro Air India nello Stadio di Salt Lake a Calcutta in cui Prayag United è riuscito a vincere 5-1.

### FC Vestsjaelland
Il 9 gennaio 2014 è stato confermato che Pal aveva firmato per il Vestsjælland, club militante nella Superliga danese, diventando così il quinto calciatore indiano a giocare professionalmente all'estero, il secondo ad aver giocato in un campionato europeo di alto livello e il primo portiere indiano a giocare all'estero. 

### Mumbai City FC
Il 1º luglio 2014 torna in India firmando un contratto nel Mumbai City FC, club militante nell'Indian Super League.

## Dopo il ritiro
Il 21 febbraio 2025 viene nominato dalla All India Football Federation direttore della nazionale maschile indiana.

## Statistiche

### Presenze e reti nei club
Statistiche aggiornate al 24 maggio 2022.
| Stagione              | Squadra               | Campionato            | Campionato | Campionato | Coppe nazionali | Coppe nazionali | Coppe nazionali | Coppe continentali | Coppe continentali | Coppe continentali | Altre coppe | Altre coppe | Altre coppe | Totale | Totale |
| Stagione              | Squadra               | Comp                  | Pres       | Reti       | Comp            | Pres            | Reti            | Comp               | Pres               | Reti               | Comp        | Pres        | Reti        | Pres   | Reti   |
| --------------------- | --------------------- | --------------------- | ---------- | ---------- | --------------- | --------------- | --------------- | ------------------ | ------------------ | ------------------ | ----------- | ----------- | ----------- | ------ | ------ |
| 2012-2013             | Prayag United         | IL                    | 15         | -21        | CF              | 0               | 0               | -                  | -                  | -                  | -           | -           | -           | 15     | -21    |
| 2013-gen.2014         | Rangdajied United     | IL                    | 6          | -7         | CF              | -               | -               | -                  | -                  | -                  | -           | -           | -           | 6      | -7     |
| gen.-giu. 2014        | Vestsjælland          | S                     | 0          | 0          | CD              | 0               | 0               | -                  | -                  | -                  | -           | -           | -           | 0      | 0      |
| 2014                  | Mumbai City           | ISL                   | 14         | -21        | -               | -               | -               | -                  | -                  | -                  | -           | -           | -           | 14     | -21    |
| 2014-2015             | Salgaocar             | IL                    | 15         | -21        | CF              | 0               | 0               | -                  | -                  | -                  | -           | -           | -           | 15     | -21    |
| 2015                  | Mumbai City           | ISL                   | 12         | -22        | -               | -               | -               | -                  | -                  | -                  | -           | -           | -           | 12     | -22    |
| Totale Mumbai City    | Totale Mumbai City    | Totale Mumbai City    | 26         | -43        |                 | -               | -               |                    | -                  | -                  |             | -           | -           | 26     | -43    |
| 2015-2016             | DSK Shivajians        | IL                    | 14         | -21        | CF              | 0               | 0               | -                  | -                  | -                  | -           | -           | -           | 14     | -21    |
| 2016                  | NorthEast United      | ISL                   | 11         | -9         | -               | -               | -               | -                  | -                  | -                  | -           | -           | -           | 11     | -9     |
| 2016-2017             | DSK Shivajians        | IL                    | 10         | -14        | CF              | 2               | -3              | -                  | -                  | -                  | -           | -           | -           | 12     | -17    |
| Totale DSK Shivajians | Totale DSK Shivajians | Totale DSK Shivajians | 24         | -35        |                 | 2               | -3              |                    | -                  | -                  |             | -           | -           | 26     | -37    |
| 2017-2018             | Jamshedpur            | ISL                   | 18         | -15        | SC              | 1               | -1              | -                  | -                  | -                  | -           | -           | -           | 19     | -16    |
| 2018-2019             | Jamshedpur            | ISL                   | 15         | -18        | SC              | 0               | 0               | -                  | -                  | -                  | -           | -           | -           | 15     | -18    |
| 2019-2020             | Jamshedpur            | ISL                   | 15         | -26        | SC              | -               | -               | -                  | -                  | -                  | -           | -           | -           | 15     | -26    |
| Totale Jamshedpur     | Totale Jamshedpur     | Totale Jamshedpur     | 48         | 0          |                 | 0               | 0               |                    | -                  | -                  |             | -           | -           | 0      | 0      |
| 2020-gen.2021         | Hyderabad             | ISL                   | 6          | -7         | -               | -               | -               | -                  | -                  | -                  | -           | -           | -           | 6      | -7     |
| gen.-giu. 2021        | East Bengal           | ISL                   | 4          | -11        | -               | -               | -               | -                  | -                  | -                  | -           | -           | -           | 4      | -11    |
| 2021-gen.2022         | Hyderabad             | ISL                   | -          | -          | -               | -               | -               | -                  | -                  | -                  | -           | -           | -           | -      | -      |
| Totale Hyderabad      | Totale Hyderabad      | Totale Hyderabad      | 6          | -7         |                 | 0               | 0               |                    | -                  | -                  |             | -           | -           | 6      | -7     |
| gen.-giu.2022         | ATK Mohun Bagan       | ISL                   | 0          | 0          | -               | -               | -               | AFC Cup            | 1                  | 0                  | -           | -           | -           | 1      | 0      |
| Totale carriera       | Totale carriera       | Totale carriera       | 155        | -213       |                 | 3               | -4              |                    | 1                  | 0                  |             | -           | -           | 159    | -217   |

### Cronologia presenze e reti in nazionale
| Cronologia completa delle presenze e delle reti in nazionale ― India | Cronologia completa delle presenze e delle reti in nazionale ― India | Cronologia completa delle presenze e delle reti in nazionale ― India | Cronologia completa delle presenze e delle reti in nazionale ― India | Cronologia completa delle presenze e delle reti in nazionale ― India | Cronologia completa delle presenze e delle reti in nazionale ― India | Cronologia completa delle presenze e delle reti in nazionale ― India | Cronologia completa delle presenze e delle reti in nazionale ― India |
| Data                                                                 | Città                                                                | In casa                                                              | Risultato                                                            | Ospiti                                                               | Competizione                                                         | Reti                                                                 | Note                                                                 |
| -------------------------------------------------------------------- | -------------------------------------------------------------------- | -------------------------------------------------------------------- | -------------------------------------------------------------------- | -------------------------------------------------------------------- | -------------------------------------------------------------------- | -------------------------------------------------------------------- | -------------------------------------------------------------------- |
| 8-10-2007                                                            | Saida                                                                | Libano                                                               | 4 – 1                                                                | India                                                                | Qual. Mondiali 2010                                                  | -4                                                                   |                                                                      |
| 30-10-2007                                                           | Goa                                                                  | India                                                                | 2 – 2                                                                | Libano                                                               | Qual. Mondiali 2010                                                  | -                                                                    |                                                                      |
| 30-7-2008                                                            | Hyderabad                                                            | India                                                                | 1 – 0                                                                | Afghanistan                                                          | AFC Challenge Cup                                                    | -                                                                    |                                                                      |
| 1-8-2008                                                             | Hyderabad                                                            | Tagikistan                                                           | 1 – 1                                                                | India                                                                | AFC Challenge Cup                                                    | -1                                                                   |                                                                      |
| 3-8-2008                                                             | Hyderabad                                                            | Turkmenistan                                                         | 1 – 2                                                                | India                                                                | AFC Challenge Cup                                                    | -1                                                                   |                                                                      |
| 7-8-2008                                                             | Hyderabad                                                            | India                                                                | 1 – 0                                                                | Birmania                                                             | AFC Challenge Cup                                                    | -                                                                    |                                                                      |
| 13-8-2008                                                            | Nuova Delhi                                                          | India                                                                | 4 – 1                                                                | Tagikistan                                                           | AFC Challenge Cup                                                    | -1                                                                   |                                                                      |
| 14-1-2009                                                            | Hong Kong                                                            | Hong Kong                                                            | 2 – 1                                                                | India                                                                | Amichevole                                                           | -2                                                                   |                                                                      |
| 19-8-2009                                                            | Nuova Delhi                                                          | India                                                                | 0 – 1                                                                | Libano                                                               | Coppa Nehru                                                          | -1                                                                   |                                                                      |
| 23-8-2009                                                            | Nuova Delhi                                                          | India                                                                | 2 – 1                                                                | Kirghizistan                                                         | Coppa Nehru                                                          | -1                                                                   |                                                                      |
| 26-8-2009                                                            | Nuova Delhi                                                          | India                                                                | 3 – 1                                                                | Sri Lanka                                                            | Coppa Nehru                                                          | -1                                                                   |                                                                      |
| 29-8-2009                                                            | Nuova Delhi                                                          | India                                                                | 0 – 1                                                                | Siria                                                                | Coppa Nehru                                                          | -1                                                                   |                                                                      |
| 31-8-2009                                                            | Nuova Delhi                                                          | India                                                                | 1 – 1 dts (5 - 4 dtr)                                                | Siria                                                                | Coppa Nehru                                                          | -1                                                                   | Vincitore                                                            |
| 10-1-2011                                                            | Doha                                                                 | India                                                                | 0 – 4                                                                | Australia                                                            | Coppa d'Asia 2011 - 1º turno                                         | -4                                                                   |                                                                      |
| 14-1-2011                                                            | Doha                                                                 | Bahrein                                                              | 5 – 2                                                                | India                                                                | Coppa d'Asia 2011 - 1º turno                                         | -5                                                                   |                                                                      |
| 18-1-2011                                                            | Doha                                                                 | Corea del Sud                                                        | 4 – 1                                                                | India                                                                | Coppa d'Asia 2011 - 1º turno                                         | -4                                                                   |                                                                      |
| 21-3-2011                                                            | Kuala Lumpur                                                         | India                                                                | 3 – 0                                                                | Taipei cinese                                                        | AFC Challenge Cup                                                    | -                                                                    |                                                                      |
| 23-3-2011                                                            | Kuala Lumpur                                                         | Pakistan                                                             | 1 – 3                                                                | India                                                                | AFC Challenge Cup                                                    | -1                                                                   |                                                                      |
| 25-3-2011                                                            | Kuala Lumpur                                                         | Turkmenistan                                                         | 1 – 1                                                                | India                                                                | AFC Challenge Cup                                                    | -1                                                                   |                                                                      |
| 23-7-2011                                                            | Al Ain                                                               | Emirati Arabi Uniti                                                  | 3 – 0                                                                | India                                                                | Qual. Mondiali 2014                                                  | -1                                                                   |                                                                      |
| 21-8-2011                                                            | Port of Spain                                                        | Trinidad e Tobago                                                    | 3 – 0                                                                | India                                                                | Amichevole                                                           | -3                                                                   |                                                                      |
| 25-8-2011                                                            | Providence                                                           | Guyana                                                               | 2 – 1                                                                | India                                                                | Amichevole                                                           | -2                                                                   |                                                                      |
| 22-8-2012                                                            | Nuova Delhi                                                          | India                                                                | 2 – 1                                                                | Siria                                                                | Coppa Nehru                                                          | -1                                                                   | 69’                                                                  |
| 25-8-2012                                                            | Nuova Delhi                                                          | India                                                                | 3 – 0                                                                | Maldive                                                              | Coppa Nehru                                                          | -                                                                    |                                                                      |
| 28-8-2012                                                            | Nuova Delhi                                                          | India                                                                | 0 – 0                                                                | Nepal                                                                | Coppa Nehru                                                          | -                                                                    |                                                                      |
| 2-9-2012                                                             | Nuova Delhi                                                          | Camerun                                                              | 2 – 2 dts (4 - 5 dtr)                                                | India                                                                | Coppa Nehru                                                          | -2                                                                   |                                                                      |
| 2-3-2013                                                             | Yangon                                                               | India                                                                | 2 – 1                                                                | Taipei cinese                                                        | AFC Challenge Cup                                                    | -1                                                                   |                                                                      |
| 4-3-2013                                                             | Yangon                                                               | Guam                                                                 | 0 – 4                                                                | India                                                                | AFC Challenge Cup                                                    | -                                                                    |                                                                      |
| 6-3-2013                                                             | Yangon                                                               | Birmania                                                             | 1 – 0                                                                | India                                                                | AFC Challenge Cup                                                    | -1                                                                   |                                                                      |
| 3-9-2013                                                             | Kathmandu                                                            | India                                                                | 1 – 0                                                                | Pakistan                                                             | SAFF Championship                                                    | -                                                                    | 18’                                                                  |
| 1-9-2013                                                             | Kathmandu                                                            | Bangladesh                                                           | 1 – 1                                                                | India                                                                | SAFF Championship                                                    | -1                                                                   |                                                                      |
| 5-9-2013                                                             | Kathmandu                                                            | India                                                                | 1 – 2                                                                | Nepal                                                                | SAFF Championship                                                    | -2                                                                   |                                                                      |
| 9-9-2013                                                             | Kathmandu                                                            | Maldive                                                              | 0 – 1                                                                | India                                                                | SAFF Championship                                                    | -                                                                    |                                                                      |
| 11-9-2013                                                            | Kathmandu                                                            | Afghanistan                                                          | 2 – 0                                                                | India                                                                | SAFF Championship                                                    | -2                                                                   |                                                                      |
| 5-3-2014                                                             | Goa                                                                  | India                                                                | 2 – 2                                                                | Bangladesh                                                           | Amichevole                                                           | -2                                                                   | 47’                                                                  |
| 12-3-2015                                                            | Guwahati                                                             | India                                                                | 2 – 0                                                                | Nepal                                                                | Qual. Mondiali 2018                                                  | -                                                                    |                                                                      |
| 17-3-2015                                                            | Kathmandu                                                            | Nepal                                                                | 0 – 0                                                                | India                                                                | Qual. Mondiali 2018                                                  | -                                                                    |                                                                      |
| 11-6-2015                                                            | Bangalore                                                            | India                                                                | 1 – 2                                                                | Oman                                                                 | Amichevole                                                           | -2                                                                   |                                                                      |
| 16-6-2015                                                            | Hagåtña                                                              | Guam                                                                 | 2 – 1                                                                | India                                                                | Amichevole                                                           | -2                                                                   |                                                                      |
| 31-8-2015                                                            | Pune                                                                 | India                                                                | 0 – 0                                                                | Nepal                                                                | Amichevole                                                           | -                                                                    | 46’                                                                  |
| 27-12-2015                                                           | Kerala                                                               | India                                                                | 4 – 1                                                                | Nepal                                                                | SAFF Championship 2015 - 1º turno                                    | -1                                                                   |                                                                      |
| 13-8-2016                                                            | Thimphu                                                              | Bhutan                                                               | 0 – 3                                                                | India                                                                | Amichevole                                                           | -                                                                    |                                                                      |
| 19-8-2017                                                            | Mumbai                                                               | India                                                                | 2 – 1                                                                | Mauritius                                                            | Amichevole                                                           | -1                                                                   | 46’                                                                  |
| 24-8-2017                                                            | Mumbai                                                               | India                                                                | 1 – 1                                                                | Saint Kitts e Nevis                                                  | Amichevole                                                           | -1                                                                   |                                                                      |
| Totale                                                               |                                                                      | Presenze                                                             | 44                                                                   |                                                                      | Reti                                                                 | -54                                                                  |                                                                      |

## Palmarès

### Club
- Coppa della federazione indiana: 2

Mohun Bagan: 2006
East Bengal: 2007

### Nazionale
- SAFF Championship: 1

2015

### Individuale
- Indian Super League Golden Glove: 1

Jamshedpur: 2017-2018